# 심건오
심건오(본명: 심윤재, 1989년 9월 1일 ~)는 대한민국의 이종격투기 선수다. 2014년 ROAD FC 019으로 데뷔했다.

## 학력
- 경성대학교 교육대학원
- 대전체육고등학교

## 방송
- 주먹이 운다 4 (2014)
- 오버 더 톱 (2022) - Top100

## 경력
- 2022.7 로드 FC 061 (VS 배동현) 승
- 2019.9 로드 FC 055 (VS 크리스 바넷) 패
- 2019.6 로드 FC 054 (VS 류기훈) 승
- 2018.11 로드 FC 050 (VS 허재혁) 승
- 2017.9 로드 FC 042 (VS 김창희) 승
- 2016.11 로드 FC 034 (VS 호우전린) 승
- 2016.3 로드 FC 029 (VS 카를로스 토요타) 패
- 2015.3 로드 FC 022 (VS 루카스 타니) 패
- 2014.11 로드 FC 019 (VS 프레드릭 슬론) 승